# Xã Riverdale, Quận Buffalo, Nebraska
Xã Riverdale (tiếng Anh: Riverdale Township) là một xã thuộc quận Buffalo, tiểu bang Nebraska, Hoa Kỳ. Năm 2010, dân số của xã này là 2.193 người.